# Agence spatiale nationale turkmène
L'Agence spatiale nationale turkmène (ASNT ; en turkmène Türkmenistanyň prezidentiň ýanynda Milli kosmos agentligi, littéralement « Agence spatiale nationale sous [la direction du] président turkmène ») est l'agence spatiale gouvernementale du Turkménistan. Elle coordonne tous les programmes de recherche spatiale du gouvernement turkmène à but scientifique ou commercial. Elle fut créée en 2011.